# Krasnaja Połosa
Krasnaja Połosa (ros. Красная Полоса) – osiedle typu wiejskiego w zachodniej Rosji, w sielsowiecie głamazdińskim rejonu chomutowskiego w obwodzie kurskim.

## Geografia
Miejscowość położona jest 9,5 km od centrum administracyjnego sielsowietu głamazdińskiego (Głamazdino), 5,5 km od centrum administracyjnego rejonu (Chomutowka), 100 km od Kurska.

## Historia
Do czasu reformy administracyjnej w roku 2010 osiedle Krasnaja Połosa wchodziło w skład sielsowietu malejewskiego. W tymże roku doszło do włączenia sielsowietów striekałowskiego i malejewskiego w sielsowiet głamazdiński.

## Demografia
W 2010 r. miejscowość nie posiadała mieszkańców.